# جمهوری شوروی سوسیالیستی بلاروس
جمهوری سوسیالیستی بلاروس شوروی یا بلاروس شوروی، یکی از ۱۵ جمهوری تشکیل‌دهندهٔ اتحاد جماهیر شوروی بود. این جمهوری، همراه با جمهوری فدراتیو روسیه شوروی، جمهوری سوسیالیستی اوکراین شوروی و جمهوری سوسیالیستی ماوراء قفقاز شوروی، ۴ عضو اولیهٔ تشکیل‌دهندهٔ اتحاد جماهیر شوروی در سال ۱۹۲۲ بودند.